# Betta chini
Betta chini é uma espécie de peixe da família Belontiidae.
É endémica de Malásia.